# Новолуганское
Новолуга́нское (укр. Новолуганське) — посёлок в Светлодарской городской общине Бахмутского района Донецкой области.

## География
Посёлок расположен в 30 км от районного центра — города Бахмут, на западном берегу водохранилища Углегорской ТЭС, имеющего местное название «Водобуд».

## История
Основан в начале XIX века на базе хутора Рябых — изгнанных отшельников, одной семьи Рябых, болевших оспой (отсюда название).
В советское время Новолуганское имело статус посёлка городского типа. Был центральной усадьбой совхоза «Углегорский» (ранее — имени 1-го Мая) Горловского района. В этом совхозе трудились Герои Социалистического Труда директор Иван Петрович Заричный, старший ветеринарный врач Иосиф Соломонович Пурисман, старший зоотехник Филипп Семёнович Федорченко, старший агроном Михаил Нектарович Сергеенко, старший механик Афанасий Ильич Фомин, бригадиры Данил Яковлевич Боков и Марфа Марковна Мечетная.
В ходе российского вторжения на Украину, 26 июля 2022 года населенный пункт был оккупирован Вооруженными Силами Российской Федерации.

## Население
Население Новолуганского по переписи 2001 года составляло 3830 человек.

## Социальная сфера
В поселке функционирует Новолуганская общеобразовательная школа I—III ступеней; детский сад «Ивушка».
Имеется музей, сельская библиотека, Дом Культуры, поселковый клуб «Дуэт», магазины.

## Культура
В посёлке есть дворец культуры, где действуют кружки для детей («Септима», танцевальная студия «Мажор-плюс»), а также известные в поселке и за его границами коллективы «Гармония», фольклорный ансамбль «Журавка», группа «Зорянки».